# 阿尔弗雷多·奥斯卡·圣琼
阿尔弗雷多·奥斯卡·圣琼（西班牙語：Alfredo Oscar Saint-Jean，西班牙語發音：[alˈfɾeðo osˈkaɾ ˈsent ˈtʃin]；1926年—1987年），阿根廷准将，1982年短暂出任阿根廷总统。阿根廷在马岛战争中失利后，总统加尔铁里被军事政变推翻，圣琼在1982年6月18日至7月1日期间出任总统，该职位由雷纳尔多·比尼奥内接任。
| 前任： 莱奥波尔多·加尔铁里 | 阿根廷总统 | 繼任： 雷纳尔多·比尼奥内 |